# Двадцатные
Двадцатные — опустевший поселок в Севском районе Брянской области в составе Косицкого сельского поселения.

## География
Находится в юго-восточной части Брянской области на расстоянии приблизительно 18 км на юг-юго-запад по прямой от районного центра города Севск.

## История
Возник в середине XIX века как почтовая станция и постоялые дворы при Киевском тракте; получил название по расстоянию от Севска (20 вёрст). В 1866 году здесь (постоялые дворы Двадцатные или Понятовские в Севском уезде Орловской губернии) было учтено 5 дворов.

## Население
Численность населения: 37 человек (1866 год), 78 человек (1926); без населения как в 2002 году, так и в 2010.